# 가와모토정 (사이타마현)
가와모토정(川本町)은 사이타마현 북서부에 위치했던 정이다. 
2006년 1월 1일에 (구) 후카야 시, 오카베 정, 가와모토 정과 합병해 후카야시가 되었다.

## 지리
마을 중심을 아라카와 강이 흐르고 북부를 국도 140호, 국도 140호 바이패스와 지치부 철도가 동서로 달리고 있었다.마을의 남북을 2개의 다리(우에마쓰바시·시게타다바시)로 연결하고 있었다.

## 역사
- 1889년 4월 1일 - 정촌제 시행으로 한자와군 가와모토촌, 오부스마군 혼파타촌이 되었다.
- 1896년 3월 29일 - 한자와군·오부스마군이 하라군과 함께 오사토군에 편입되었다.
- 1955년 2월 11일 - 정으로 승격해 가와모토정이 되었다.
- 2006년 1월 1일 - (구) 후카야시, 오카베정, 하나조노정과 합병해 후카야시가 되었다.

## 교통

### 철도
- 지치부 철도 지치부 선

### 도로
- 국도 140호선
- 국도 140호선 하이패스